# Střelské Hoštice
Střelské Hoštice jsou obec v okrese Strakonice v Jihočeském kraji. Leží na levém břehu řeky Otavy zhruba pět kilometrů jihovýchodně od Horažďovic a dvanáct kilometrů severozápadně od Strakonic. Žije v nich 905 obyvatel. Obcí prochází silnice I/22, spojující výše zmíněná města.

## Historie
Původní název obce ležící na zlatonosné a perlorodé řece Otavě byl jen Hoštice. V 19. století byl název upraven na Střelohoštice (německy Strahlhoschtitz) a na počátku 20. století pak na Střelské Hoštice. První známky osídlení Pootaví se datují do sklonku starší a do střední doby kamenné (15 000 – 5 000 let př. n. l.). Trvalejší osídlení prokazují až pozůstatky vesnických sídlišť a mohylové hroby ze starší doby železné 7. – 5. století. př. n. l). Na území obce jsou evidovány čtyři lokality mohylových pohřebišť. Nálezy jsou uloženy v Národním muzeu v Praze, v Jihočeském muzeu v Českých Budějovicích, ve Vídni a v místním Muzeu řeky Otavy a voroplavby.
První písemná zmínka o vesnici pochází z roku 1320, kdy ve vsi sídlil Oldřich z Potštejna.

## Obyvatelstvo
| Rok            | 1869  | 1880  | 1890  | 1900  | 1910  | 1921  | 1930  | 1950  | 1961  | 1970  | 1980 | 1991 | 2001 | 2011 | 2021 |
| -------------- | ----- | ----- | ----- | ----- | ----- | ----- | ----- | ----- | ----- | ----- | ---- | ---- | ---- | ---- | ---- |
| Počet obyvatel | 1 818 | 1 922 | 1 747 | 1 678 | 1 612 | 1 572 | 1 450 | 1 156 | 1 206 | 1 077 | 973  | 880  | 892  | 860  | 887  |
| Počet domů     | 220   | 247   | 254   | 254   | 256   | 258   | 266   | 287   | 272   | 271   | 266  | 328  | 330  | 337  | 359  |

## Obecní správa

### Části obce
- Kozlov
- Sedlo
- Střelské Hoštice
  - Zadní Hoštice
- Střelskohoštická Lhota

Od 1. ledna 1974 do 23. listopadu 1990 k obci patřily i Dolní Poříčí a Horní Poříčí.

### Obecní symboly
Znak a vlajka byly obci uděleny rozhodnutím předsedy Poslanecké sněmovny Parlamentu České republiky dne 18. června 2003.

## Pamětihodnosti
- Na břehu Otavy se nachází zámecký areál, jehož dominantou je budova barokního zámku. Ve dvoře stojí cenné hospodářské budovy, ale architektonickou hodnotu celku narušily ve druhé polovině dvacátého století utilitární stavby vybudované vojenskou posádkou.[9]
- Kostel svatého Martina

## Rodáci
- Gustav Obst (cca 1810–1894), statkář a politik
- Jaroslav Ludvíkovský (1895–1984), klasický filolog

Na hřbitově u kostela svatého Martina se nachází také hrob malíře Aloise Moravce (1899–1987). Ve vsi též několik let pobýval a tvořil literát, jazykovědec, spisovatel a básník Vít Kremlička.

## Galerie

Střelské Hoštice
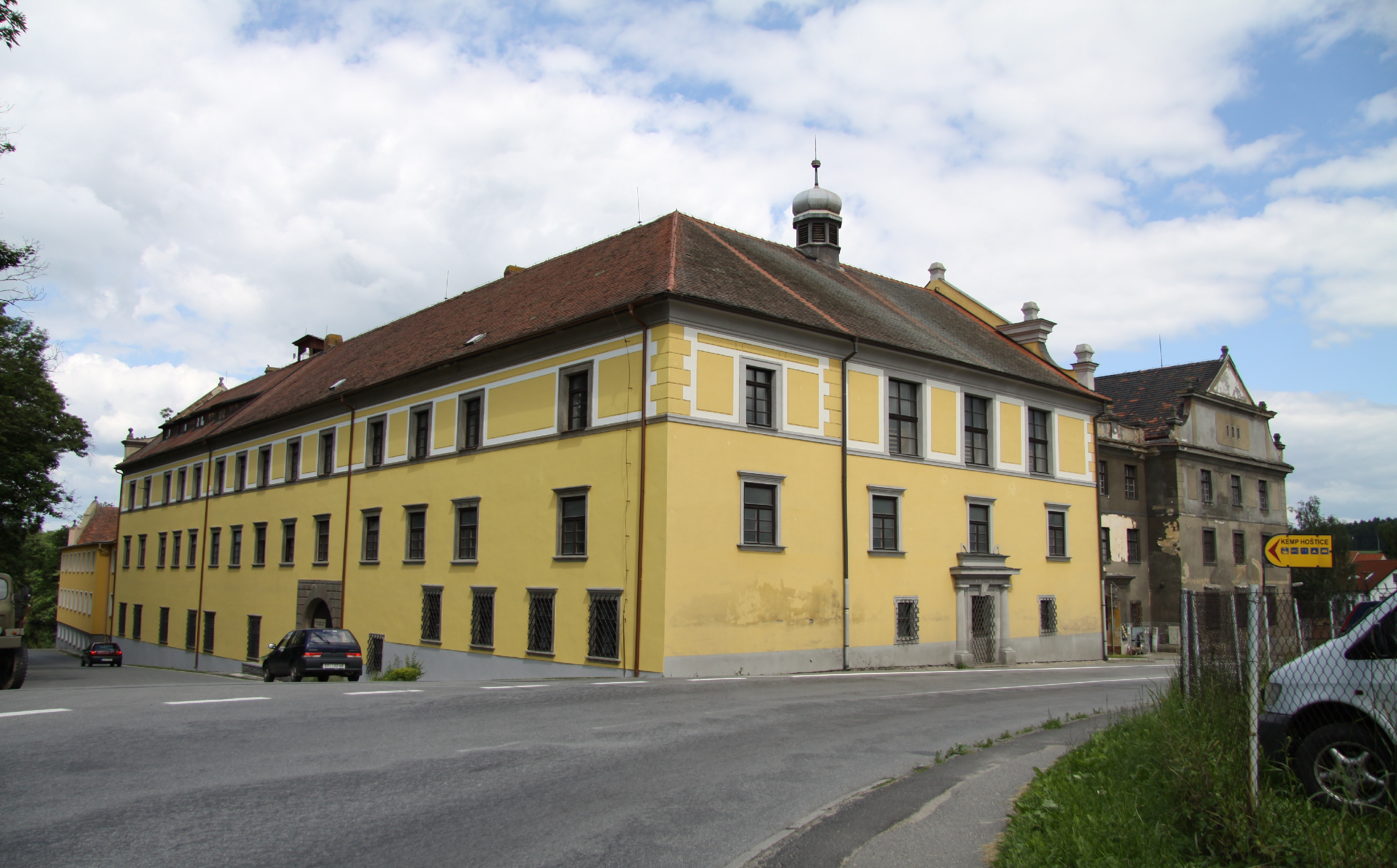
Zámek
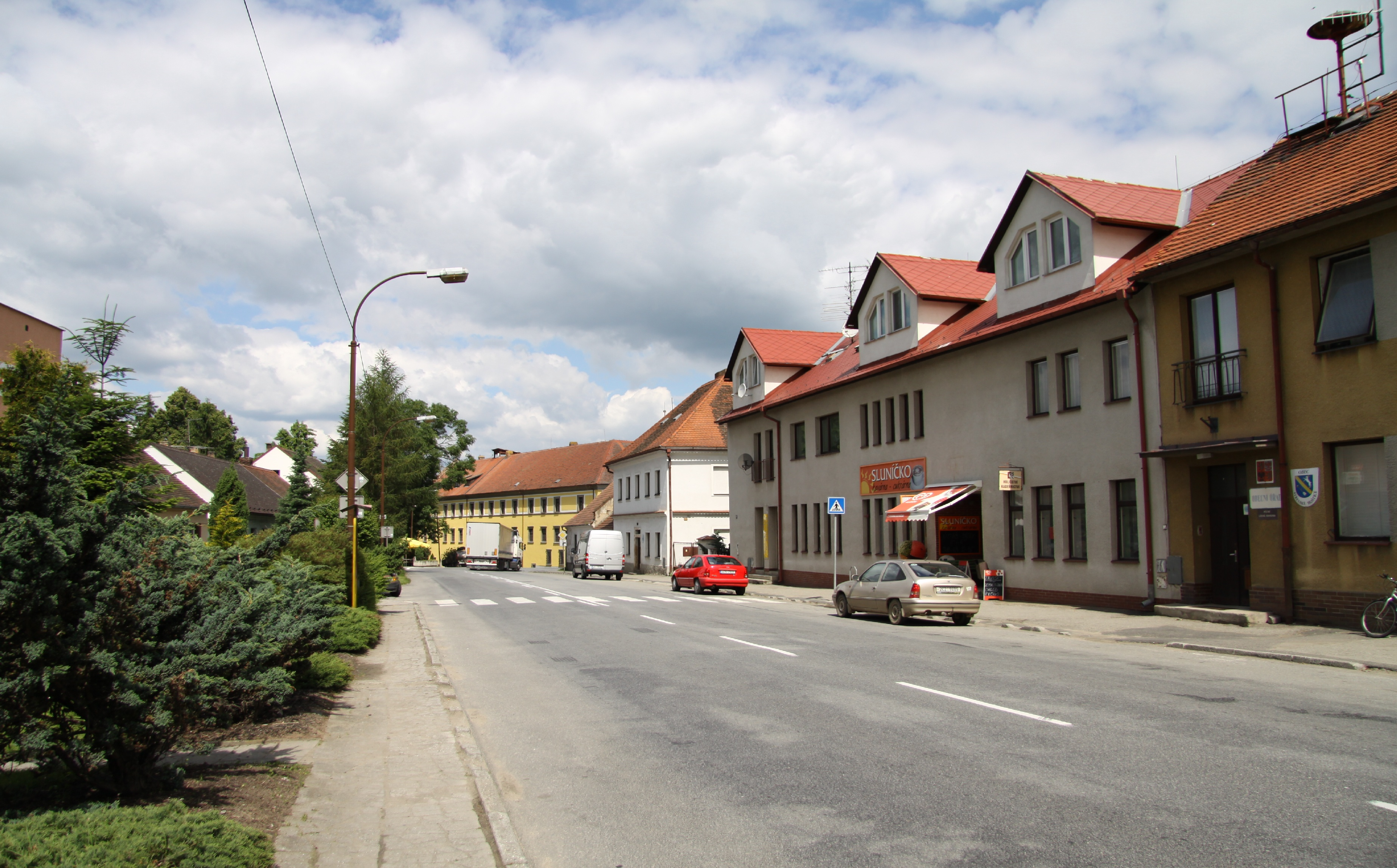
Doprava
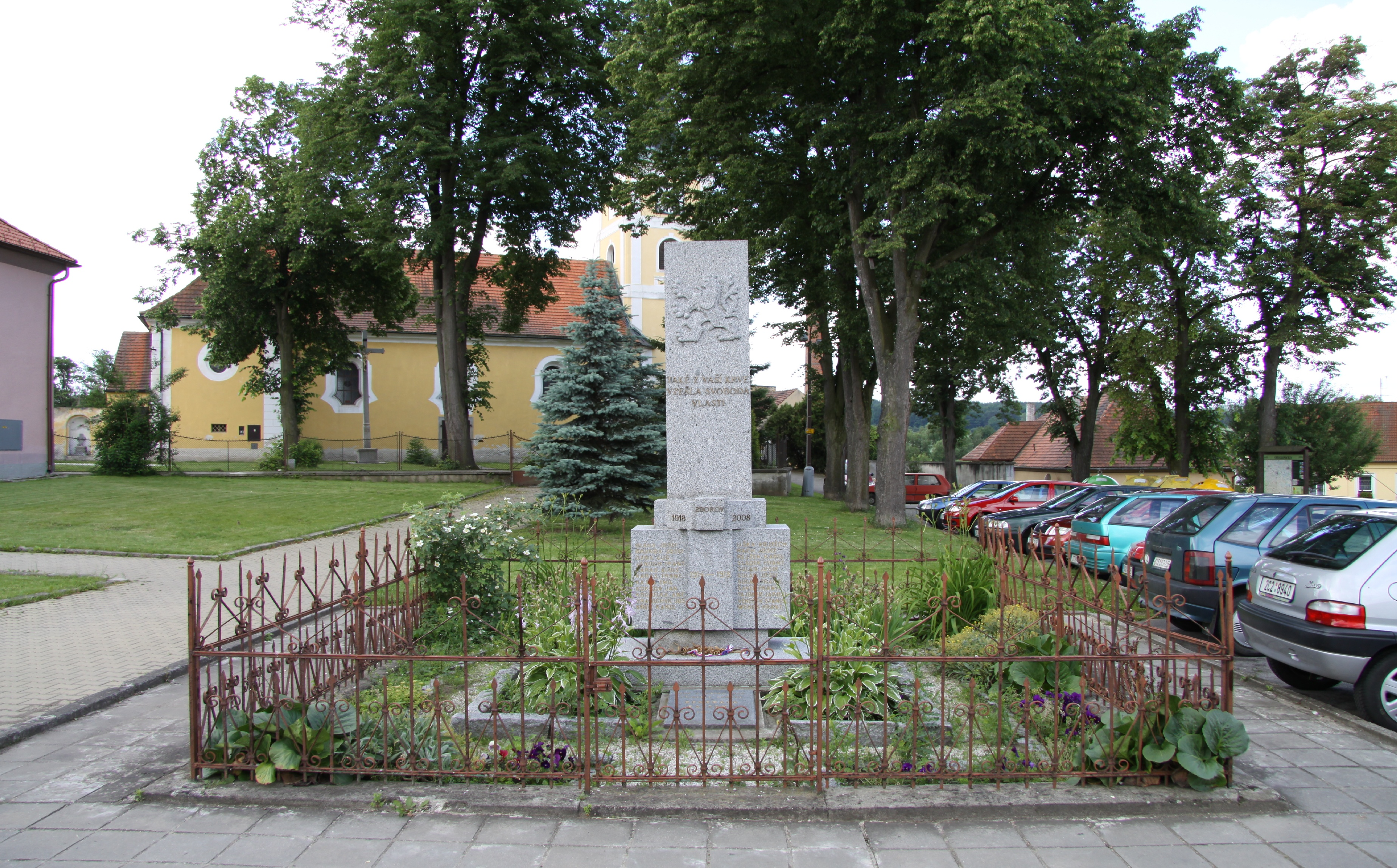
Památník
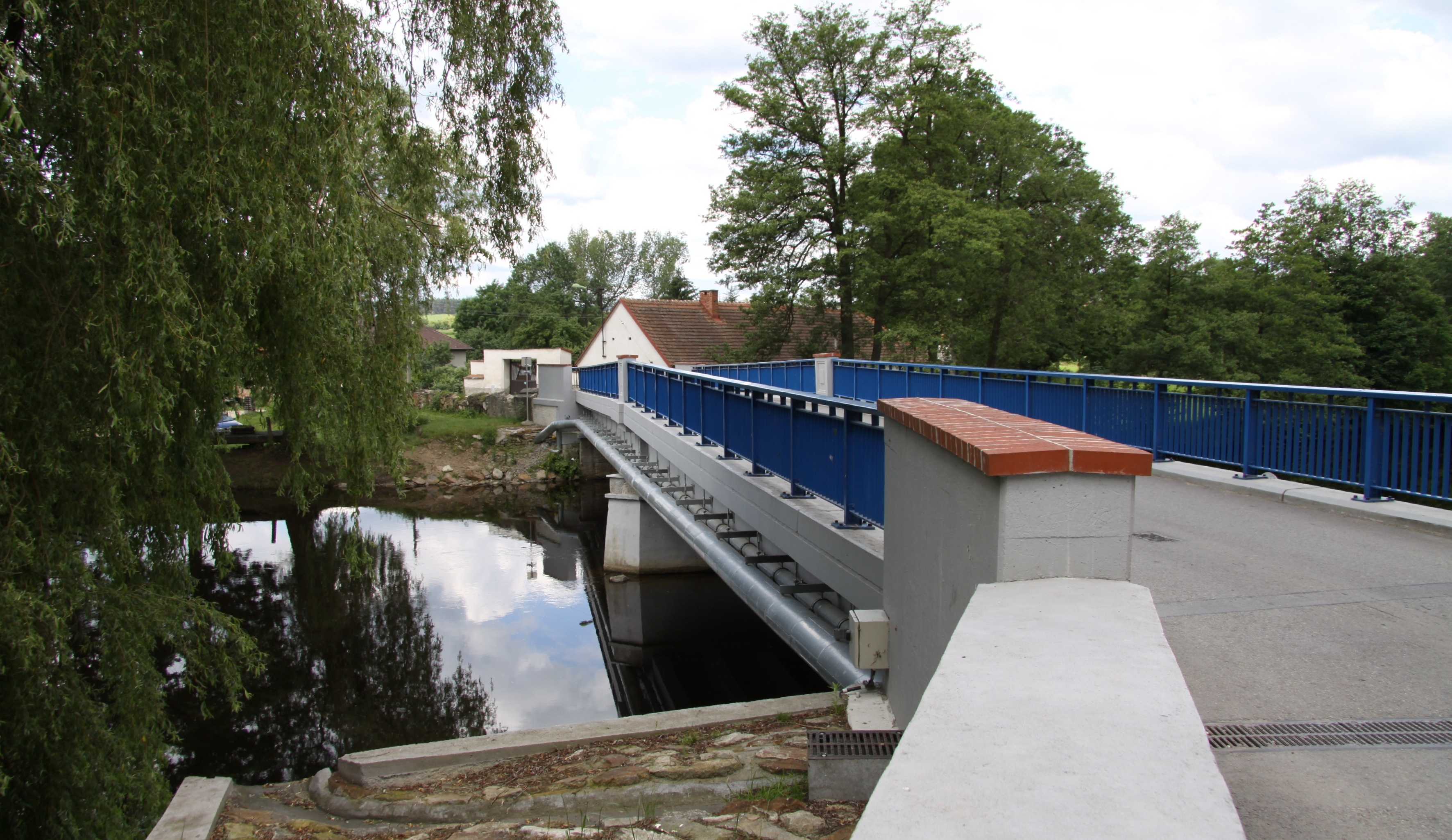
Most přes Otavu
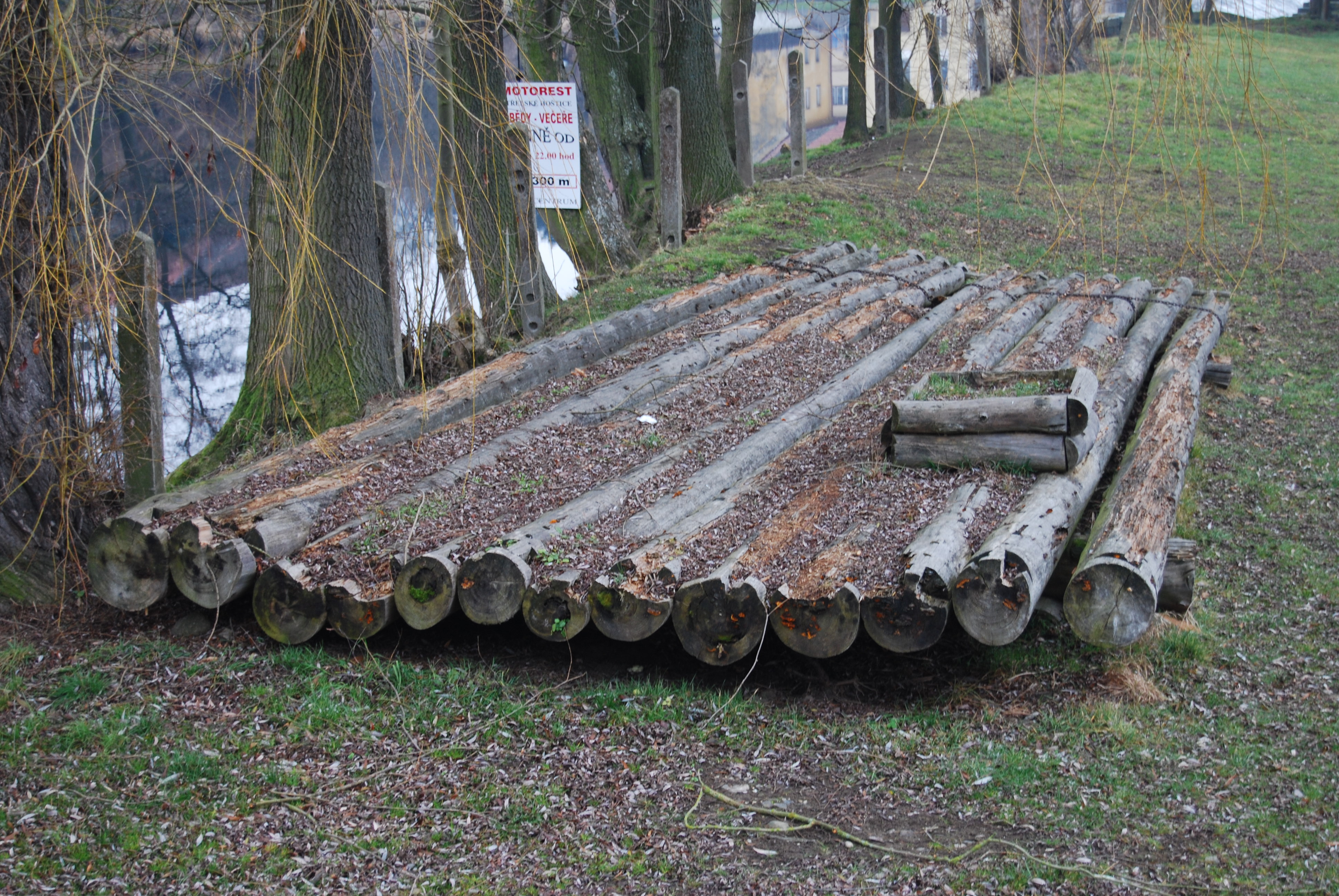
Replika voru